# Torneo Nacional de Asociaciones femenino 2022
El Torneo Nacional de Asociaciones Femenino de 2022 fue la octava edición del torneo de rugby femenino que enfrenta a equipos representantes de las principales asociaciones regionales de Chile.
La principal novedad del torneo fue la incorporación en la primera etapa del seleccionado de la región de Tarapacá.

## Formato
El campeonato consiste en un circuito de dos torneos disputados en diferentes ciudades del país, posteriormente se confeccionará una tabla para determinar al campeón de la temporada.

## Calendario
| Torneo        | Fecha                  | Campeón    |
| ------------- | ---------------------- | ---------- |
| Iquique 2022  | 27-29 de mayo de 2022  | Arica      |
| Santiago 2023 | 4-5 de febrero de 2023 | Valparaíso |

## Torneo final
| Pos. | Equipo      | Encuentros | Encuentros | Encuentros | Encuentros | Tantos | Tantos | Tantos | Puntos |
| Pos. | Equipo      | PJ         | PG         | PE         | PP         | F      | C      | Dif    | Puntos |
| ---- | ----------- | ---------- | ---------- | ---------- | ---------- | ------ | ------ | ------ | ------ |
| 1.º  | Arica       | 3          | 2          | 1          | 0          | 58     | 36     | +22    | 8      |
| 2.º  | Valparaíso  | 3          | 2          | 0          | 1          | 60     | 17     | +43    | 6      |
| 3.º  | Santiago    | 3          | 1          | 1          | 1          | 55     | 60     | -5     | 5      |
| 4.º  | Antofagasta | 3          | 0          | 0          | 3          | 22     | 82     | -60    | 0      |

### Tercer puesto
| 5 de febrero de 2022 | Santiago | 31 - 5 | Antofagasta |  |  |

### Final
| 5 de febrero de 2022 | Arica | 7 - 19 | Valparaiso |  |  |

| Bandera de Chile   |
| Campeón Valparaíso |
| Quinto título      |